# 反恐精英
《絕對武力》是一款以团队合作为主的第一人稱射擊遊戲，於1999年作為Valve所開發的遊戲《戰慄時空》遊戲模組推出。由於深受玩家的喜愛，2000年由Valve購得版權發行為獨立遊戲，並且聘用原開發者黎明與Jess Cliffe繼續參與遊戲的後續開發。本作之最新版本為1.6版本，故又常被稱作CS1.6。
最初版本的CS為《戰慄時空》的第三方模組，因此命名為《戰慄時空：絕對武力》。然而隨著推出後逐漸累積的高人氣，CS成為了獨立遊戲並且發行於市。根據Gamespy指出，《絕對武力》為最受歡迎的《戰慄時空》衍生遊戲。《絕對武力》的續作是《絕對武力：一觸即發》《絕對武力：次世代》《絕對武力：全球攻勢》和《絕對武力2》。

## 历史
在1999年首次亮相的絕對武力（Counter-Strike）是一款以反恐人员與恐怖分子對決為主題的第一人称射击游戏。令人痛快的射擊感、針鋒相對時的刺激感、遊戲的流暢性與競技公平性使這款遊戲成為了世界最暢銷的FPS類遊戲作品。
CS自1999年3月24日於Planet Half—Life（页面存档备份，存于）網站發布後，於同年6月19日釋出測試版Beta 1.0版本。正式版的1.0，則是在2000年11月1日發行。
2000年4月24日，Valve宣布CS的開發者已經和公司組成研發團隊。

### 版本历史
- Beta 1.0－1999年6月19日
- 1.0－2000年11月1日
- 1.1－2001年3月10日
- 1.2－2001年7月12日（仅对公开贩售的版本）
- 1.3－2001年9月19日
- 1.4－2002年4月24日
- 1.5－2002年6月12日
- 1.6－2003年9月12日（与Steam同日推出）[3]

Beta 1.0是CS的第一个开放版本。整个游戏只有极少的地图模组。
Version 1.0為反恐精英系列推出的第一個正式版。
Version 1.3增加了可以使用麥克風對話的交流系統，使同隊伍的玩家之間可以進行即時溝通；正式版1.3版可以說是CS的大躍進，此時遊戲人數激增，同時種種作弊程式也隨之浮出檯面。正式的CS比赛也随着此版本开始出现，但此時團隊战术尚未完善，又以Rush速推战术为主，而个人必备技术为超级跳＋／的爆頭，然而在随后的版本升级中，此类跳跃射击技术因取消連續跳躍而被淘汰。
Version 1.5是CS相當重要的里程之一，可以說是最多人在玩的版本時期。此版本與之前並沒有什麼重大的差別，主要是進行了細節方面的修正。有部分玩家認為此版本是最適合比賽的版本，原因在於正式版1.6中，Steam平台和防彈盾的加入。
Version 1.6新增比更為便宜的突擊步槍和、為反恐小組增加防彈盾牌（選單第八欄）、使狙击枪AWP具有开镜延迟的效果、增加槍支的準確度、使射擊時準星大小會改變。不過盾牌這項武器一直很有爭議，在國外大多都被第三方伺服器所禁止，原因在於只要射擊在盾牌上對手都毫发无损；而部分作弊者還會在使用盾牌時，藉由作弊程式拾取冲锋枪或机枪。

## 特色
CS最多可容纳32位玩家在同一服务器内进行游戏。玩家被分为两个队伍：反恐人员（Counter Terrorists，簡稱CT）和恐怖分子（Terrorists，簡稱T）（玩家通常分別稱之爲“警察”和“匪徒”，簡稱“警”和“匪”）进行对战。在默认游戏模式下，开局时每位玩家会被配发一把手枪（枪種根據隊伍而定，其中恐怖分子為GLOCK18，反恐人员為USP）、一把战斗刀和800美元的金钱（可額外自己調整）。玩家可在每回合开始时使用金钱购买枪械、防弹衣等装备。最先达到地图胜利条件的队伍获胜。此外，某些槍械需特定隊伍才能購買，例如恐怖分子能購買AK-47，而反恐人员能購買M4A1。

### 金钱系统
CS的金钱系统是游戏的特色之一。详细的金钱系统介绍如下：
警、匪均持有一定数量的金钱（正式比赛规则，第一局双方都只有800元）用来购买枪械、彈藥、手榴彈和防弹衣等各种武器装备，最多可持有16000元。每杀死一个敌人增加300元；单局胜利增加3250元；单局失败增加1500元，但炸弹被安置后若被警成功拆除或最終未被拆除而爆炸，則警匪雙方分別增加3500元。每回合死亡的先後順序都有對應不同的金钱增加。如CT第一個陣亡者增加1500元，第二個就增加2000元，以此类推，第四個就增加3000元。而TR第一个陣亡者增加1400元，第二個就增加1900元，以此类推，第五個就增加3400元。TR成功安置炸弹或炸彈被安放后T被CT殲滅並CT成功拆除C4炸弹則雙方都增加800元。每局时间結束后的未陣亡者不会得到未陣亡金钱獎勵。

### 地圖
CS中的地图模式：
de－爆破任務地圖（Bomb Defusal）
- CT胜利条件（满足任意一条即可）：
  - 在T安装炸弹之前将其全部歼灭
  - 本局时间结束之前T未能安装炸弹
  - 在T安装炸弹之后，炸弹爆炸之前成功将其拆除
- T胜利条件（满足任意一条即可）：
  - 本局时间结束之前歼灭所有CT
  - 本局时间结束之前安装炸弹，并且最终炸弹成功引爆
  - 本局时间结束之前安装炸弹，并且随后歼灭所有CT
- 著名的爆破地图：電競比賽图【de_dust2、de_inferno、de_nuke、de_train、de_tuscan、de_mirage、de_forge】、de_dust、de_aztec、de_cbble、de_cpl_mill、de_prodigy

在此类地图中，T隊伍中系統會隨機分配一名匪徒发放一個C4炸弹。T的目标为使用这枚炸弹炸毁地图指定的两个目标之一。而CT的目标是阻止T在预定目标安装炸弹。如果炸弹已经安装，则在引爆前将其拆除。CT还可以购买辅助装备加快拆除炸弹的速度。
携带炸弹的T如果被击杀，炸弹将会掉落，其他T可以将其捡起。CT无法捡起或破坏炸弹，但是可以埋伏在掉落的炸弹周围伏击试图取回炸弹的T。炸弹安装成功后系统将立即通知所有玩家，本局游戏时间被35秒炸弹倒计时取代。倒计时结束时炸弹引爆，炸死任何附近的玩家。
此类地图是多人对战时最流行的地图种类之一，也是電競比赛中使用的地图，電競比赛時人数为10人的5v5對戰模式，每局时间通常为1分45秒。
cs－人质解救地图〈Hostage〉
- CT胜利条件：殲滅T或在時限内成功将人质安全带至指定地点。
- T胜利条件：殲滅CT或在時限内人质未能被全部救出。
- 著名的人质解救地图：cs_747、cs_assault、cs_backalley、cs_havana、cs_italy、cs_office

此类地图中，T劫持了数名人质（通常为4名）。CT的任务是将所有人质安全解救并带到指定地点，T则要阻止CT营救人质。遊戲中，人质是会受傷的，不论警匪，只要打伤、使用手榴弹时波及人质均要扣除1000金钱作為懲罰。遊戲中，T往往采取埋伏於人質挾持處周圍，等待CT前來解救的戰術。此類地圖從遊戲測試版（Beta版）便开始出现，是CS系列中最早的地图种类，此类地图在玩家中也颇为流行。
as－保护要人（VIP）地图（VIP Assassination）
- CT胜利条件：指定时间内成功护送要人到达任意一处逃脱地点或殲滅T。
- T胜利条件：杀死要人或在指定时间结束前未讓要人到达逃脱地点。
- 著名的保护要人地图：as_forest、as_highrise、as_iraq、as_oilrig、as_tundra

此类地图中，系统每局会随机挑选一位CT方玩家作为要人（VIP），要人不能购买和拾起任何武器，只能使用带两夹子弹的USP手枪和匕首，但其防彈衣有200点的点数。CT要护送VIP安全走到指定逃脱地点（通常在地图上有两处），T则要设法刺杀要人，成功殺死要人的玩家會有2500元的奖金獎勵。在1.6版本中，由於防彈盾牌的出現，使CT可購買防彈盾牌，然後掉在地上讓VIP拾起，使CT能夠獲得更多優勢，不過此类地图仍由于偏向T而较不流行。
es－T逃亡地图（Terrorist Escape）
- CT胜利条件：殲滅T或在指定时间到达之前半數以上的T未能逃脱。
- T胜利条件：殲滅CT或在指定时间之内半數以上的T成功逃脱。
- 著名的T逃亡地图：es_frantic、es_jail、es_trinity、es_mb_beach

此类地图中，T要设法走到指定逃脱地点，CT则要阻止T逃亡。T在逃亡地圖裡面並不能購買任何裝備與武器，但是大多時候也能夠在地圖裡面撿到事先放置好的裝備、武器來使用。而在此地圖裡面，T與CT的角色在每過八回合之後就會互換。但此类地图因為偏向於CT以致於幾乎絕跡。
警匪火拼地图
- CT胜利条件：殲滅T
- T胜利条件：殲滅CT
- 著名的警匪火拼地图：fy_iceworld、awp_map、aim_ak-colt、cs_bloodstrike、ak47_m4a1_dust

这也是网络对战时的流行地图种类，但不会在電競比賽中使用，此类地图通常尺寸較小、结构简单、命名无规则，警匪的目标也很单一，有的甚至在各自的出生点可以捡武器。此类地图很考验玩家的个人技术。
除此以外，CS玩家們為了增加趣味性，而另外衍生出更多種類型的地圖和玩法，例如kz跳跃（Kreedz）。

## 遊戲角色
遊戲分為反恐人员（Counter Terrorists、CT）和恐怖分子（Terrorists、T）兩个陣營，雙方在最初的CS都分別有四款人物模型。
其中CT的人物模型全部为都以现实中存在的组织為原型，而T則有虚构的角色，也有參考真實存在的恐怖組織。

### 反恐人员
- 美國海豹部隊第六小隊

隸屬於美利堅合眾國，身穿綠色工作服，保護色的優勢適合在丛林作戰。
- 德国第九国境守备队

隸屬於德意志聯邦共和國，天藍色的工作服，外加沙漠保護色的頭盔，適合在城市作戰。
- 英国特种空勤团

隸屬於大不列顛及北愛爾蘭聯合王國，工作服是黑色具有保護色的功能，而且還配備一個防毒面罩，適合在黑夜或是黑暗的地圖執行勤務。
- 法国國家憲兵干預組

隸屬於法蘭西共和國，遊戲中是穿著海藍色的工作服，適合城市作战地圖。

### 恐怖分子
- 東歐鳳凰恐怖組織

在苏联瓦解後不久成立，他們會不惜犧牲一切性命完成任務，因此他們為东欧最令人畏懼的恐怖分子集團之一，以濫殺而聞名。他們涉及殺害超過一百人以上，據說他們曾參與1985年於柏林發生的美國陸軍James Clancy上校死亡事件。同時還涉及許多國家的恐怖攻擊行動，包括西班牙、南斯拉夫、羅馬尼亞及捷克共和國等等。他們較擅長狙擊，同時也專精於炸彈攻擊及偵查行動。到目前為止，該恐怖組織的人數實力仍然未明，但是其數目正在增加中；預估約為兩千五百人，遍佈於東歐地區。可能已經和日本激進恐怖組織合作，將擴張其勢力範圍至遠東地區。1.6版本的CS中穿著黑色的制服，適合在城市地圖執行任務，戴滑雪面罩。
- 精英部队

一支信奉正統派伊斯兰教的中東恐怖組織，其成員相信邪惡的計畫將會帶領他們統治整個世界。曾經涉及超過二十個國家的恐怖襲擊事件，殺害超過兩千人以上。其攻擊的目標包括美國、英國、德國及以色列。主要的攻擊事件包括1989年挾持“Fly Friendly”航空的第983航班，並於國家電視轉播時殺害其機師。還有攻擊希臘的豪華郵輪，於水中下毒殺害所有乘客。該組織有幾百名成員，分散於世界各地。從1987年起，收到來自利比亞及敘利亞的政治支持、訓練、物資協助及經濟資助。1.6版本時穿着綠色+土色的制服，適合在樹林或森林地圖執行任務。
- 瑞典北極復仇者

成立於1977年，因其於1990年策動加拿大大使館爆炸事件而聲名大噪。於同志會成立後不久，瑞典北極復仇者組織迅速成長並依據其激進的信仰而成立。目前活動範圍遍佈瑞典、瑞士及奧地利。瑞典北極復仇者宣稱已經暗殺了300名政治目標及造成兩千名平民死亡。他們最知名的代表事件為炸毀一座位於奧地利維也納住宅大樓，造成478人死亡。儘管目前組織成員只有四百名，該組織卻擁有上千名的支持者及認同者。他們接受來自私人的資助並於整個歐洲地區祕密招收新成員。瑞典北極復仇者的成員為爆破的高手並精通近身距離作戰。1.6版本時穿着雪白色的制服及面罩，由於角色与地圖之間色差懸殊，適合在雪地的地圖活動，而不適於其他的地圖。
- 蝰蛇

成立於中東的恐怖組織。以冷酷殘忍而聞名，其成員痛恨著美國人的生活方式，在1982年他們曾炸毀一台播放著搖滾樂的校車。中東恐怖游擊隊為世界上最大且具有最精良設備的恐怖組織，成立於1968年，為雷薩軍事政權的軍隊。主要任務在於摧毀自由企業與資本主義–以此表現對美國的不滿。據信中東恐怖游擊隊同時為八起於中東購物中心、兩起於足球場爆炸事件的幕後主謀。他們約有一千五百名至兩千名武裝成員，並具有大量的支持者，大部分位於農村地區。已知接受來自敘利亞及利比亞的資助。和精英部隊一样是基于中東的恐怖组织，类似拉丁美洲的游击队。1.6版本時服装颜色较深（且頭上綁著紅色頭巾），適合在深色的地圖作戰。

## 服務

### 商業性廣告
Valve在2007年3月宣佈將會在CS的官方地圖以及玩家列表中增加廣告橫幅，不過此舉引起很大的爭議，在Valve的官方討論區甚至有超過200篇的文章討論此事，他們認為這些廣告沒有太大的效用，反而會使他們在遊戲中分心。

### WON與Steam
CS一開始都是基於世界對抗網路系統（WON）平台讓玩家進行遊戲匹配，隨著Valve持續開發Steam，在Steam測試完成後，Valve決定全面將所有的遊戲移到自家的Steam平台上。2003年9月15日，Steam與CS1.6版共同推出；2004年7月31日，Valve關閉了最後一個WON的伺服器，CS1.5版自此成為歷史，而在Steam上的CS則為新的1.6的版本。

### Non-Steam
有人將CS從Steam平台中抽取，形成了「Non-Steam平台」，玩家只需從網上下載遊戲本体，便可與其他人對戰（通过連線或使用局域網），而不需要購買Steam帳號來進行對戰。
由於CS所佔存储空間不大（不足1GB），電腦配置需求亦不高，所以Non-Steam吸納了大量玩家，這亦促成大量CS新地圖及模組的出現，令CS更多元化、大眾化。
但亦有Steam玩家指出Non-Steam玩家素质参差不齐，作弊或冤枉別人作弊的情況更是屢見不鮮。而且因為不需要Steam帳號的關係，Non-Steam基本上等同一個盜版平台。
Steam前後進行多次更新，有些槍械的效果或會與Non-Steam有所不同，以及修正了各種伺服器漏洞例如CSDoS。

## 風靡程度
CS系列到2009年9月為止，還是當今世界上最流行的電玩遊戲之一。2002年時，CS總共有超過3萬個網路伺服器（第二名魔域幻境之浴血戰場也僅僅只有9800個），2004年，Gamespy統計出超過8萬5千名玩家同時在游玩CS。
2006年，Steam也公佈CS系列總計已有超過20萬的玩家，2007年2月5日，Valve曾公佈出這些玩家每個月總共花費61億7千7百萬的分鐘玩遊戲，種種統計顯示出，即使CS發行已久，他的魅力依舊無減。至2013年，在世界上依然有相当数量的玩家在网上通过各种对战平台以及互联网服务器进行對戰。

## 世界強隊
CS在世界各地也有不同的文化影響，出現了許多CS的超級強隊（如歐洲的Astralis、EnVyUs、SK Gaming、Fnatic、mTw、H2K、MYM、Frag eXecutors、Na`Vi、NiP；亞洲的Tyloo、WeMadeFox、Duskbin、UMX-Gaming；美洲的Mibr、compLexity Gaming、Team 3D、EG和於2009年興起的akVScv等）在WCG或KODE5這種世界性的電玩大賽中爭冠，參與比賽的戰隊還有可能獲得舉辦者提供的獎金，而比賽直播也給世界各地的觀衆帶來視覺上的享受。
在SK-Gaming宣布放棄GameGune2012不久之後,SK Gaming的CS戰隊宣布解散。
在歐洲CS1.6著名的職業玩家有很多，其中包括已經退役的前SK Gaming的HeatoN和SpawN，他們曾被稱為CS的傳奇，有在狙擊槍上的擁有高超造詣的Johnny.R，但他們表現最出色的時候僅局限於CS1.5中，在CS1.6後遊戲的改變使他們的表現稍遜色，但仍為職業CS隊伍中的頂尖水平成員。而目前仍活躍在職業CS賽場上較為著名的則有被稱為波蘭戰神的Neo，瑞典SK Gaming的全能天才f0rest，烏克蘭NaVi戰隊（全名Natus Vincere）的瞄準狂人Edward及同為NaVi戰隊被稱為新一代狙神的markeloff等。

## 伺服器模組
現在CS的伺服器模組大多架設有例如AMX Mod X（页面存档备份，存于）的管理插件，因而衍生出許多不同的遊戲模式，增加遊戲刺激度，例如喪屍感染（Zombie Plague）、超級英雄（Super Hero）、死鬥（Death Match）、監獄（Jailbreak）、搶旗（Capture The Flag）、超級武器（PowerWeapons）等等，亦有一些不一定需要插件才能運行的模式，例如滑水（Surf）、死亡奔跑（Death Run）、純手雷（HE）等等，多元化的玩法隨著CS的成長逐漸出現在各種伺服器上。

## 衍生遊戲

### Counter-Strike 2D
一款游戏规则基本与CS相同，但画面变为2D的游戏，由Unreal Software製作。在武器的方面增加了不少具有較大攻擊範圍的武器。CS2D也配備了類似AMX Mod X的符加模組，為遊戲提供各種模式例如殭屍、基地建造模式等等。

### CSPromod
属于CS的一个衍生再造MOD。由于一些玩家不满反恐精英：起源的游戏性，这些玩家自发组成开发组来开发游戏性与反恐精英1.6相仿的起源引擎MOD。

## 槍械版權及與現實槍械的區別
CS系列中幾乎所有武器都屬於無版權狀態，使得遊戲中槍械都做了一定程度的改名（比如在購買列表中把AK-47改名為“CV-47”；以及把AWP改名為“Magnum Sniper Rifle”等）和修飾。这些修改主要是遊戲模型上的改變：
- 的上膛方式改為拉動槍機助進器[10]
- 没有射擊選擇桿、彈匣容量被改為20發，並以三發點放模式取代真槍的全自動模式（直到目前最新版本的《絕對武力2》該问题仍然未解决，同时枪支模型使用了克拉克槍族的袖珍款）
- 玩家角色在使用、[11]、和等槍械時重新裝填後不用上膛（使用其他槍械時則在彈匣內仍有子彈的情況下重新裝填後仍會拉動槍栓，這在現實中會導致膛室內殘留子彈的退出造成阻礙，也會造成彈藥浪費。若使用HLMV等程式讀取CS的槍枝模組可發現它們大部份只有一個換彈動作）
- M249（經常被一些玩家誤稱為“重機”）的機械瞄具、供彈口蓋和槍托等許多部件都與真槍不同。

由于當初遊戲設計者的個人喜好，大多數武器（尤其是和的槍機拉柄不可能會跟抛殼口設置在機匣的同一邊）的抛殼口悉數改為左邊（左手持槍時為右邊，但在現實中以左手持槍也可能會因抛殼問題而燙傷射手）。當初開發者的意圖是希望玩家能夠清楚看見槍枝的槍栓部件回膛復進的過程，以增加樂趣。這種設定稱為“鏡像武器模組”，後來亦被《極地戰嚎系列》和《浩劫殺陣系列》等FPS遊戲所效仿）。。此外，基於遊戲平衡性和為了節省資源而把槍枝的口徑變調（如：改為發射.357 SIG彈、改為發射7.62×51毫米北約口徑彈藥等），因而導致部份武器的初速和射速等數據與現實的槍械不同。另外在現實中使用狙擊步槍時也不可能像在遊戲般只要把瞄準鏡的瞄準點對準目標就能夠百發百中，在現實中子彈在出膛後會受到風速、距離和海拔等因素而影響彈著點，因此要作出精密的計算、適當的調整和修正才能命中目標，而且子彈在發射後需要時間抵達目標，絕不可能在開槍的同時就立刻命中（不過考慮到CS內各地圖的交戰距離很少會超過100米，因此不必修正彈道時差。但在現實中短距離交戰也限制了狙擊步槍的用途）。
玩家無法在CS系列中像現實或大部份寫實派和半寫實派FPS（如：《決勝時刻系列》、《戰地風雲系列》等）般使用槍枝的機械瞄具進行瞄準，而是完全單靠畫面上的十字準星瞄準敵人（儘管能夠透過安裝由一些玩家製作的外掛套件來添加），這種不使用瞄具射擊的方式稱為“腰射”（Hip Fire），一般只能夠在近距離發揮效用，任何接受過專業訓練的射手絕不會長期使用該射擊姿勢，尤其是中遠距離的射擊（雖說部份反恐部隊成员有可能因戴上了連防彈玻璃的頭盔或防毒面具而無法抵肩瞄準）。而在大部份具備瞄具系統的FPS當中，腰射僅為普通射擊方式，按著右鍵不放就可使用瞄具進行瞄準然後按左鍵射擊。由於CS是FPS界中的經典作品，因此也令許多以CS為參考對象的作品（如：穿越火線）也「傳承」到這些不符合現實的設定。
而2012年推出的《絕對武力：全球攻勢》則向各大槍枝工廠、研發商等申請版權，所以能讓大部分的槍枝冠上正確的名稱。傳統CS系列中槍械模型顯示上的錯誤也有修正，例如槍機拉柄和拋殼口改至正確的位置（如右手用槍的拋殼口在槍支右邊等）、M4A1-S（然而该枪并非为M4A1，而是CAR-15槍族中的RO723）和M4A4（實槍為Mk 18 Mod 0 CQBR，在現實中並沒有所謂的M4A4）的槍機拉柄終於不再由復進助推器充當。AUG和SG553（實槍為SIG SG 556）終於具備類似《決勝時刻》系列和《戰地風雲》系列的開鏡功能（儘管槍上的瞄準鏡造型是ACOG，卻具備綠點鏡的功能），而不是在“開鏡”時僅將遊戲畫面放大。但是槍枝的性能仍然是不符合現實設定，而且因CS系列本身是快節奏的電競系遊戲的原故而仍然無法讓玩家使用機械瞄具進行瞄準。
在最新作《絕對武力2》的2025年8月更新中開發人員修正了大部分手槍的換彈動作，並增加了“戰術性”換彈動作，不過在殘彈數並非為0時換彈玩家角色仍然會拉動滑套。

## 釋注
1. ↑  John McLean-Foreman. . Gamasutra. 2001-05-30  [2009-09-28]. （原始内容存档于2009-11-11）.
2. ↑  . GameSpy.   [2008-06-12]. （原始内容存档于2013-07-02）.
3. ↑  .   [2023-12-14]. 原始内容存档于2003-09-19.
4. ↑  實際上遊戲內只有德國第九国境守备队隸屬於警察部隊，其他登場的反恐小組均為軍隊系特種部隊
5. ↑  .   [2023-11-07]. （原始内容存档于2023-11-07）.
6. ↑  . CSNation. 2007-03-05  [2007-06-20]. （原始内容存档于2007-03-16）.
7. ↑  . IGN.Com. 2004-07-15  [2009-09-12]. （原始内容存档于2009-07-28）.
8. 1 2  . Valve.   [2009-09-12]. （原始内容存档于2009-09-03）.
9. ↑  .   [2017-02-23]. （原始内容存档于2017-01-26）.
10. ↑  .   [2017-02-23]. （原始内容存档于2017-02-24）.
11. ↑  .   [2017-02-23]. （原始内容存档于2017-02-24）.
12. ↑  .   [2017-02-23]. （原始内容存档于2017-02-24）.
13. 1 2  .   [2017-02-23]. （原始内容存档于2017-02-24）.
14. ↑  .   [2017-02-23]. （原始内容存档于2017-02-25）.
15. ↑  .   [2017-02-23]. （原始内容存档于2017-02-24）.

## 外部連結
- Valve官方網站（页面存档备份，存于）
- Steam平台官方網站（页面存档备份，存于）